# Real Madrid Club de Fútbol (femenino)
El Real Madrid Club de Fútbol Femenino es la sección femenina de su entidad matriz, el Real Madrid Club de Fútbol, y tiene su sede en Madrid, España. Fue registrada oficialmente el 1 de julio de 2020 con el objeto de la práctica y desarrollo de este deporte al aprobarlo los socios compromisarios del club blanco.
Es identificado por su color blanco —del que recibe el apelativo de «blancas» o «merengues»—, y pertenece a uno de los cuatro clubes profesionales de fútbol del país cuya entidad jurídica no es la de sociedad anónima deportiva (S. A. D.), ya que su propiedad recae en sus más de 93 920 socios. Otra salvedad comparte con el Athletic Club y el Fútbol Club Barcelona al no formar parte de la Asociación de Clubes de Fútbol Femenino (ACFF). Participa en la Primera División desde 2020, y disputa sus partidos como local en el Estadio Alfredo Di Stéfano.

## Historia
| Icono lupa | Para un completo desarrollo de la historia de la entidad véase Historia del Real Madrid Club de Fútbol |

### Antecedentes de la selección femenina
La selección femenina tiene sus antecedentes en el Club Deportivo "TACON", fundado el 12 de septiembre de 2014 por Ana Rossell Granados con el fin de crear un equipo de fútbol femenino desde el ámbito formativo, para que toda niña que desease jugar al fútbol pudiera hacerlo. En 2016 el equipo sénior femenino y el juvenil del Club Deportivo Canillas fueron absorbidos para conformar su estructura deportiva, que le llevó a disputar la Primera División de España en la temporada 2019-20.
Apenas unos días después de lograr el ascenso y tras varias especulaciones en la prensa, el Real Madrid Club de Fútbol anunció oficialmente la futura absorción del club. Las conversaciones y negociaciones entre ambas entidades desde hacía años desembocaron finalmente en una reunión extraordinaria de la junta directiva del Real Madrid el 25 de junio de 2019 en la que se acordó proponer en la siguiente asamblea general de socios la fusión por absorción del Club Deportivo TACON, con efecto desde el 1 de julio de 2020. Es decir, el acuerdo entraría en vigor en la temporada 2020-21.
En la citada asamblea del 15 de septiembre, quedó ratificado por los socios representantes del club madridista tras 894 votos emitidos repartidos en 810 a favor, 44 en contra y 40 abstenciones. Con un 90,6% de los votos a favor, el club pasó así a contar con una sección femenina, tras aceptar la Federación Española el acuerdo y dar validez al mismo. Las condiciones del acuerdo fijaron que para la temporada 2019-20, el primer equipo del C. D. TACON entrenaría y jugaría sus partidos como local en la Ciudad Real Madrid en un marco de colaboración transitoria entre ambos clubes, en la que fue su temporada de estreno en la Primera División. 
El club incluso cambió la equipación a blanca como la del Real Madrid y lució el escudo madridista en los dorsales y el pantalón en la primera jornada en Primera División.

### Subcampeón de liga y primera clasificación para la fase previa de laUWCL
El 1 de julio de 2020 se hizo efectiva la compra y nació así la sección femenina de fútbol del Real Madrid Club de Fútbol —bajo denominación de Real Madrid Club de Fútbol Femenino—; compitiendo en la máxima categoría del fútbol español, y días después el club dio a conocer las futbolistas y cuerpo técnico que conformaron su primera plantilla. Esta estaba compuesta de jugadoras procedentes del C.D. TACON (las porteras Yohana Gómez y Sara Ezquerro, las defensas Samara Ortiz, Babett Peter y Daiane Limeira, las mediocampistas Aurélie Kaci, Malena Ortiz y Thaisa Moreno, y las delanteras Asllani, Jakobsson, Chioma Ubogagu, Lorena Navarro y Jessica Martínez), a las que se unieron las incorporaciones de la guardameta Misa Rodríguez, las defensas Corredera, Ivana Andrés, Kenti Robles y Claudia Florentino, las mediocampistas Teresa Abelleira y Maite Oroz, y las delanteras Cardona y Olga Carmona. El cuerpo técnico lo encabezó David Aznar, quien ya dirigió al C. D. TACON en el año de su ascenso y en la temporada de transición a la absorción y que logró el segundo puesto en su primer año y unos históricos cuartos de final en su primera temporada en la UWCL.
El 4 de octubre disputó el primer partido oficial de su historia, correspondiente al campeonato nacional de liga. Su primera alineación estuvo conformada por Misa Rodríguez, Kenti Robles, Ivana Andrés —primera capitana del club junto a Aurélie Kaci y Babett Peter—, Babett Peter, Corredera, T. Abelleira, Aurélie Kaci, Maite Oroz, Cardona, Asllani y Olga Carmona. Además también debutaron Jakobsson y Lorena Navarro. El encuentro, disputado frente al Fútbol Club Barcelona en la Ciudad Deportiva de Valdebebas finalizó con un resultado desfavorable de 0-4. El primer gol en Liga se produjo en la jornada siguiente ganando 0-1 del encuentro frente al Valencia Club de Fútbol que finalizó con empate a un gol en la Ciudad Deportiva de Paterna y que dio a la sección el primer punto de su historia. La victoria llegó una semana después, en el derbi frente al Rayo Vallecano de Madrid, donde firmaron un 3-1 para colocarlas decimosegundas del campeonato.
Fue la primera de ocho victorias en nueve partidos que la situaron en el segundo puesto de la clasificación, dentro de los puestos de acceso a la Liga de Campeones por primera vez en su historia.  En la sucesión de victorias cabe resaltar la producida el 13 de diciembre frente al Real Club Deportivo Espanyol por 1-8, la que fue hasta la fecha la mayor goleada de la corta historia del equipo. Fue la antesala a la disputa del primer derbi madrileño femenino de la historia frente al Club Atlético de Madrid, vencedor de cuatro campeonatos de liga. El disputado encuentro tuvo lugar el 19 de diciembre en la Ciudad Deportiva de Valdebedas y finalizó con un resultado adverso de 0-1 que pese a recortar distancias entre ambos conjuntos, mantuvo a las blancas como terceras clasificadas del campeonato.
El equipo continuó con la buena tónica de resultados, incluida una victoria frente al Atlético de Madrid en el encuentro de la segunda vuelta. Fue la primera victoria frente a «las colchoneras», por 0-1. En una liga en la que el primer puesto fue para el F. C. Barcelona, las madrileñas lucharon por una de las dos restantes plazas de acceso a la Liga de Campeones. Finalmente, tras arduas jornadas, lograron el subcampeonato de liga y junto al Levante Unión Deportiva y barcelonistas se clasificaron por primera vez en su historia para la disputa de la máxima competición continental.

### El estreno europeo. Cuartofinalista de laUWCLen su primer año
En el sorteo del 22 de agosto de la Liga de Campeones, de la ronda 2 de la ruta de liga, quedó emparejado frente al Manchester City Football Club, al que se enfrentó en doble eliminatoria. Su primera alineación estuvo conformada por Misa Rodríguez, Kenti Robles, Ivana Andrés, Babett Peter, Lucía Rodríguez, T. Abelleira, Aurélie Kaci, Olga Carmona, Athenea del Castillo, Esther González y Nahikari García. El partido de ida en el estadio Alfredo Di Stéfano finalizó con un resultado de 1-1, tras lograr la mexicana Kenti Robles el gol del empate en los instantes finales.
Inició su segunda temporada del Campeonato de Liga con una derrota por 4-0 frente al Levante Unión Deportiva, y apenas cuatro días después disputó el encuentro de vuelta de la Liga de Campeones. Disputado en el Academy Stadium de Mánchester, finalizó con un resultado de 0-1 merced a un tanto de Claudia Zornoza que clasificó al club para disputar la primera fase de grupos de la competición en su historia. El día 13 tuvo lugar el sorteo de la fase de grupos de la Liga de Campeones en la que el club quedó encuadrado en el grupo "B" junto al París Saint-Germain Football Club francés —club que rompió la hegemonía del Olympique Lyonnais—, el Ungmennafélagið Breiðablik islandés —el cual regresó a la competición después de once años—, y el Zhenskiy Futbol'nyy Klub Khar'kov ucraniano —equipo más laureado de su país—. Pese al ilusionante inicio, pronto el equipo se vio muy afectado por tres factores: la baja de Asllani y Cardona —ambas lesionadas de gravedad y dentro de la numerosa cuantía de jugadoras lesionadas—, y Jakobsson —quien no fue renovada y que fracasó en el Bayern Munich antes de ir a EEUU. ofreciéndose previamente para volver al Real Madrid el verano anterior, opción que se descartó—, la falta de centrocampistas en la confección de la plantilla, y el irregular inicio de las nuevas incorporaciones —que no aportaron ningún gol ni juego destacable con la excepción de la joven Athenea del Castillo—; factores que pusieron al equipo antepenúltimo en la quinta jornada del campeonato, con los mismos puntos que los últimos dos equipos clasificados que ocupan las plazas de descenso.
El equipo afrontó dos nuevos compromisos vitales, frente al Athletic Club y el Zhenskiy Futbol'nyy Klub Khar'kov ucraniano en Liga de Campeones. Saldado con derrota ante las bilbaínas, y con victoria en su primer compromiso en la fase de grupos de la Liga de Campeones con un gol de Lorena Navarro.
Pareció ser un punto de inflexión en la temporada, y el equipo ofreció una leve mejora con resultados dispares. Una racha de victorias en el campeonato doméstico alternó esta vez con dos derrotas en Liga de Campeones frente a un rival de enjundia, el París Saint-Germain Football Club, en las que, obviamente, quedó patente la diferencia del equipo con la élite europea. Fue el preludio de un nuevo tropiezo en Liga frente al Deportivo Alavés que evidenciaron que el equipo distaba mucho de parecerse al del año pasado pese a los refuerzos, que sin embargo no fueron los más oportunos dadas las circunstancias de la plantilla. Siguiendo la ley máxima del fútbol, club anunció la resolución del contrato de David Aznar, y en su lugar contrató a Alberto Toril como nuevo entrenador,un hombre de club con logros en su currículum como el ascenso conseguido con el filial masculino. en la temporada 2011-2012. En una sola vuelta clasificó al equipo para UWCL como tercero y gracias a él el Real Madrid C.F. Femenino es hoy todavía equipo de Primera División.
Como segundo de su grupo clasificó por primera vez en su historia a la fase eliminatoria, donde el sorteo del 20 de diciembre les emparejó con el Fútbol Club Barcelona en cuartos de final, mismo rival contra el que se caería en semifinales de la Copa de la Reina y de la Supercopa de España. En el Campeonato de Liga completó una gran segunda vuelta y se clasificó para la previa de la Liga de Campeones.

## Indumentaria
Del mismo modo que el equipo masculino matriz, porta los mismos colores y patrocinadores en su indumentaria, si bien el club está estudiando que en un futuro los patrocinadores difieran del equipo masculino. En la temporada de su estreno portó el de Adidas, compañía con la que posee un acuerdo vigente hasta 2028, y que encuentra adornando la camiseta con las tres bandas características de la firma deportiva, además del logotipo de Fly Emirates, su segundo patrocinador principal. El color complementario al blanco de la equipación fue el rosa, en alusión al equipo femenino, situándose los detalles del patrocinador deportivo en los costados. La tipografía de los dorsales es de disposición vintage y redondeada en tono azul oscuro.
La segunda equipación fue de camiseta, pantalón y medias de color rosa con detalles en azul oscuro, sin poseer una tercera equipación reservada únicamente para el equipo masculino al tener más competiciones en disputa. Para la nueva temporada los tonos rosas fueron sustituidos por un azul marino más tradicional en las vestimentas del equipo, adornado con algunos tonos anaranjados. Fueron esos dos colores, el azul como principal, y naranja como secundario, los que conformaron la camiseta visitante.
Además, las camisetas incluyen los distintivos de las competiciones que se disputan. En la competición liguera, lleva en la manga derecha el logo de la Real Federación Española de Fútbol, organizador de la competición liguera.
- Uniforme titular: Camiseta blanca, pantalón blanco, medias blancas.
- Uniforme visitante: Camiseta azul marino, pantalón azul marino, medias azul marino.

| Primero | (Ver evolución) | Actual |

## Instalaciones
La oficialmente denominada Ciudad Real Madrid es un complejo deportivo donde se encuentran las residencias de jugadores y los campos de entrenamiento de las distintas categorías de fútbol, además de las sedes de la radio y la televisión del club. Se encuentra situada en el Parque de Valdebebas, en el norte de Madrid, muy cercana al aeropuerto de Madrid-Barajas. Fue inaugurada en el año 2005 en sustitución de la antigua ciudad deportiva del paseo de la Castellana, tras una recalificación de los terrenos en propiedad del club en una operación junto con el Ayuntamiento de Madrid.
Tiene una superficie de 1 200 000 m², de los que hasta el momento se han desarrollado unos 300 000. El complejo incluye las instalaciones médicas y de entrenamiento para los primeros equipos, tanto masculino como femenino, y las secciones inferiores de fútbol, así como residencias y doce campos de juego, incluyendo el Estadio Alfredo Di Stéfano donde disputan sus partidos tanto el primer equipo filial, el Real Madrid Castilla Club de Fútbol, como el equipo femenino. El resto de filiales, masculinos y femeninos, disputan sus encuentros en los campos anexos del complejo, así como las sesiones de entrenamiento de cada uno de ellos.

## Datos del club
| Icono lupa | Para un completo desarrollo de los datos del club como entidad véase Real Madrid Club de Fútbol |

- El 1 de julio de 2020 se creó la sección femenina de fútbol del Real Madrid Club de Fútbol (entidad polideportiva con sede en Madrid, fundada en 1902), conocida como Real Madrid Club de Fútbol Femenino.

### Palmarés
| Icono lupa | Para más detalles, consultar Palmarés del Real Madrid Club de Fútbol Femenino |

Nota: en negrita competiciones vigentes en la actualidad.
| Competición nacional           | Títulos | Subcampeonatos                           |
| ------------------------------ | ------- | ---------------------------------------- |
| Primera División de España (0) |         | 2020-21, 2022-23, 2023-24, 2024-2025 (4) |
| Copa de la Reina (0)           |         | 2022-23. (1)                             |
| Supercopa de España (0)        |         | 2025. (1)                                |

### Trayectoria
| Icono lupa | Para más detalles, consultar Trayectoria del Real Madrid Club de Fútbol Femenino y Estadísticas del Real Madrid Club de Fútbol Femenino |

No fue hasta la temporada 2020-21 cuando se registró la sección tras la absorción del Club Deportivo TACON, e inauguró así su trayectoria.
Nota: En negrita competiciones activas.
| Competición                            | P.J. | P.G. | P.E. | P.P. | G.F. | G.C. | Mejor resultado |
| -------------------------------------- | ---- | ---- | ---- | ---- | ---- | ---- | --------------- |
| Campeonato de Liga de Primera División | 136  | 100  | 13   | 23   | 300  | 132  | Subcampeón      |
| Copa de la Reina                       | 11   | 7    | 0    | 4    | 29   | 12   | Subcampeón      |
| Supercopa de España                    | 4    | 1    | 0    | 3    | 4    | 10   | Subcampeón'     |
| Liga de Campeones de la UEFA           | 34   | 20   | 4    | 11   | 67   | 41   | Cuartofinalista |
| Total                                  | 184  | 127  | 17   | 41   | 400  | 188  |                 |
| Ver estadísticas completas             |      |      |      |      |      |      |                 |

Evolución
Nota: entre las temporadas 1988-89 y 2019-20 no existía la sección femenina del Real Madrid. Desde su histórica primera participación en al UWCL  en la temporada 2021-2022 alcanzando los cuartos de final, el equipo encadena tres temporadas consecutivas clasificándose para la fase previa de la máxima competición europea y se asienta en la segunda plaza de la Liga F sólo por detrás del mayor presupuesto de la categoría con 32 años más de experiencia, el F.C. Barcelona, desbancando de ese lugar de privilegio al Atlético de Madrid, con 19 años más de experiencia, en ambas competiciones.
■ 1.ª División

## Organigrama deportivo

### Directiva
- Presidente:  Florentino Pérez.
  - Dirección Deportiva:  Ana Rossell Granados

### Jugadoras
Desde la creación de la sección femenina en 2020 han vestido la camiseta del club un total de treinta y cuatro futbolistas. y las primeras en debutar oficialmente fueron Misa Rodríguez; Kenti Robles, Ivana Andrés —la primera capitana—, Babett Peter, Corredera; T. Abelleira, Maite Oroz, Aurélie Kaci; Cardona, Olga Carmona y Asllani; a ellas se unieron las sustitutas Jakobsson y Lorena Navarro; mismas que disputaron el primer partido de la sección contra otra sociedad. Entre ellas han jugado algunas de las consideradas como las mejores jugadoras de su época y de contrastado prestigio. Reconocidas por su amplio palmarés tanto a nivel de club como a nivel internacional de selecciones, las jugadoras suecas son las más representadas —a excepción de las españolas—, junto con brasileñas, francesas y danesas con un total de dos futbolistas cada país. En total, trece jugadoras extranjeras han defendido la camiseta blanca desde que se instaurase la sección.
| Máximas goleadoras | Máximas goleadoras   | Máximas goleadoras | Más partidos disputados | Más partidos disputados | Más partidos disputados | Más temporadas disputadas | Más temporadas disputadas | Más temporadas disputadas |
| ------------------ | -------------------- | ------------------ | ----------------------- | ----------------------- | ----------------------- | ------------------------- | --- | ------------------------- |
| 1.                 | Caroline Weir        | 41 goles           | 1.                      | Olga Carmona            | 183 partidos            | 1.                        | Misa Rodríguez / Teresa Abelleira | 6 años                    |
| 2.                 | Esther González      | 39 goles           | 2.                      | Misa Rodríguez          | 178 partidos            | 2.                        | Olga Carmona / Maite Oroz / Ivana Andrés / Kenti Robles / Athenea del Castillo / Rocío Gálvez / Caroline Møller | 5 años                    |
| 3.                 | Athenea del Castillo | 35 goles           | 3.                      | Teresa Abelleira        | 170 partidos            | 3.                        | Sandie Tolettii / Naomie Feller / Caroline Weir / Linda Caicedo | 4 años                    |
| 4.                 | Olga Carmona         | 26 goles           | 4.                      | Athenea del Castillo    | 163 partidos            | 4.                        | Claudia Zornoza / Sofie Svava / Signe Bruun / Babett Peter / Claudia Florentino / Lorena Navarro / Marta Corredera | 3 años                    |
| 5.                 | Caroline Møller      | 24 goles           | 5.                      | Maite Oroz              | 146 partidos            |                           | Esther González / Nahikari García / Kathellen Sousa / Aurelie Kaci / Lucía Rodríguez / Freja Olofsson / Filippa Angeldahl / Marta Cardona / Alba Redondo / Maëlle Lakrar / María Méndez / Sheila García / Eva Navarro / Antonia Silva / Yasmim Ribeiro / Méline Gerard / Carla Camacho / Mylêne Chavas / Malena Ortiz | 2 años                    |
| Ver lista completa | Ver lista completa   | Ver lista completa | Ver lista completa      | Ver lista completa      | Ver lista completa      | Ver lista completa        | Ver lista completa | Ver lista completa        |

### Plantilla
La procedencia de las jugadoras indica el anterior club que poseía los derechos de la jugadora, pese a que esta proceda de otro club cedido, en caso de ya pertenecer al Real Madrid.

#### Altas y bajas 2025-26
| Altas          | Altas          | Altas          | Altas    | Altas    |
| Jugadora       | Posición       | Procedencia    | Tipo     | Costo    |
| -------------- | -------------- | -------------- | -------- | -------- |
| Sara Däbritz   | Mediocampista  | OL Lyonnes     | Libre    | €0       |
| Merle Frohms   | Portera        | VfL Wolfsburgo | Libre    | €0       |
| Hanna Bennison | Centrocampista | Juventus Women | Traspaso | €300.000 |
| Sara Holmgaard | Defensa        | Everton FC     | Libre    | €0       |
| Bella Anderson | Defensa        | Hammarby       | Traspaso | €?       |

| Bajas           | Bajas          | Bajas                  | Bajas           | Bajas |
| Jugadora        | Posición       | Procedencia            | Tipo            | Costo |
| --------------- | -------------- | ---------------------- | --------------- | ----- |
| Mylène Chavas   | Portera        | Paris FC               | Libre           | €0    |
| Olga Carmona    | Defensa        | París Saint-Germain    | Fin de contrato | €0    |
| Caroline Møller | Delantera      | -                      | Fin de contrato | €0    |
| Carla Camacho   | Delantera      | Brighton & Hove Albion | Fin de contrato | €0    |
| Melanie Leupolz | Centrocampista |                        | Retiro          |       |
| Olaya Rodríguez | Centrocampista | Depor Abanca           | Traspaso        | €?    |
| Paula Partido   | Delantera      | London City Lionesses  | Traspaso        | €?    |

### Cuerpo técnico
Tras la absorción del C. D. TACON el club mantuvo el cuerpo técnico del año anterior, con la figura de David Aznar, exintegrante del Getafe Club de Fútbol y segundo de José Bordalás en la máxima categoría masculina, como primer entrenador. Fue quien condujo al equipo por primera vez en la Primera División; convirtiéndose en el primer entrenador del Real Madrid Femenino de fútbol. Pese a ello, los irregulares resultados del equipo llevaron a su rescisión de contrato mediada la temporada, y fue sustituido por Alberto Toril, quien ya formó parte del club numerosas en ocasiones y departamentos, la última vez como entrenador del filial masculino entre 2011 y 2013.

## Categorías inferiores
| Icono lupa | Para más detalles, consultar Fútbol base del Real Madrid Club de Fútbol |

La cantera del fútbol femenino del Real Madrid está compuesta por los equipos sénior, juvenil y cadete. Una estructura de cantera que permitirá ser fieles a la filosofía de detección, formación y desarrollo de jóvenes talentos. Su equipo sénior de formación —o comúnmente equipo filial—, se denomina Real Madrid Club de Fútbol femenino "B" y en la temporada 2020-21 tomó el testigo del hasta entonces Club Deportivo TACON "B", que ascendió a categoría Preferente del fútbol femenino de Madrid, tras lograr la primera plaza en el grupo 2 de Primera Preferente.
- El equipo "B" o filial milita en la tercera categoría del fútbol femenino, la Primera Nacional Femenina de España.

- El equipo juvenil milita en la categoría Preferente Femenina Juvenil.

- El equipo cadete milita en la categoría Preferente Femenina Cadete.

### Real Madrid C. F. "B"
Dirigidas por Miguel Ángel Sopuerta, la primera plantilla del equipo filial estuvo compuesta por Andrea Rodríguez en la portería, Alba Masa, Ale Gómez, Bea Mosquera, Carlota Garcimartín, Laura Ogando, María Portolés y Clara Rodríguez en la defensa, Marina Salas, Nerea Pérez, Cristina Sallent, Patri Gómez, Isabel Olmedo e Irene García en el centro del campo, y Sara Martín, Marina Sedano, Patri Díaz, Ariana Arias y Belén Muñoz en la delantera.
Su debut en partido oficial se produjo el 15 de noviembre de 2020, con la disputa de la primera jornada de la Preferente Femenina de Madrid frente al Club Atlético de Pinto. El partido finalizó con un resultado favorable de 2-8, en la que fue también su primera victoria. Las goleadoras del equipo fueron la juvenil Carla Camacho con dos goles, e Irene García, Patri Díaz, Paula Partido —juvenil—, Isabel Olmedo, Alba Masa y Marina Sedano con uno.
Finalizaron su primera temporada como campeonas, contando todos sus partidos por victoria a excepción de un empate y 127 tantos anotados, por lo que obtuvieron el ascenso a la Primera Nacional Femenina de España. Entre las jugadoras más destacadas estuvieron Sara Martín, Marina Sedano, Ariana Arias y Carla Camacho como máximas anotadoras del equipo con 22, 21, 18 y 11 goles respectivamente. Sara Martín fue la segunda máxima realizadora de la categoría, a dos goles de la primera clasificada, y Ariana obtuvo el mejor promedio goleador con 2,25 tantos por encuentro disputado. Al finalizar la temporada no continuaron en la disciplina Bea Mosquera, Laura Ogando, María Portolés, Nerea Pérez, Cristina Sallent, Marina Sedano y Patri Díaz, así como el entrenador Miguel Ángel Sopuerta.

### Formativas
El equipo juvenil debutó en categoría preferente en 2020. Tras su primer año finalizó como subcampeón tras perder el decisivo último partido del campeonato. La madrileña Carla Camacho fue la máxima anotadora del curso con 29 goles en 10 partidos, seguida de los 19 de Claudia Hernando. Mismo resultado tuvo el equipo cadete en su debut en preferente, donde destacaron como goleadoras Erika del Pino con 23 tantos y Marisa García con 19.

## Rivalidades
Pese al escaso período de existencia del primigenio Club Deportivo TACON, embrión de la sección femenina, pronto encontró a un cercano rival deportivo en Madrid enfrentando a su clásico, el Madrid Club de Fútbol. Encuadrados en el mismo grupo de Segunda División 2016-17, disputaron una fuerte lucha por el liderato de la categoría, donde el Madrid C.F. privó al C.D. TACON de lograr disputar la fase de ascenso. Si bien sus enfrentamientos eran puramente deportivos, la especulación del surgir de una sección femenina del Real Madrid Club de Fútbol les llevó a tener rencillas más allá del plano deportivo. La situación, bajo el contexto de que alguna de las dos entidades pudiera ser absorbida por el club madridista, produjo tensión entre ambas con el trasfondo de ser el mejor equipo femenino de Madrid.
Por extensión de los enfrentamientos del equipo masculino, la rivalidad en el plano deportivo trasciende a otros clubes que tradicionalmente han sido los máximos rivales del Real Madrid, como el Fútbol Club Barcelona o el Atlético de Madrid, conocidos como «el Clásico» y «el derbi madrileño».

## Anexos
| Entidades relacionadas | Datos estadísticos y trayectoria | Personalidades e historia | Infraestructuras |
| --- | --- | --- | --- |
| - Real Madrid Club de Fútbol - Categorías formativas del Real Madrid C. F. - Club Deportivo Canillas - Club Deportivo TACON | - Estadísticas del Real Madrid C. F. Femenino - Trayectoria del Real Madrid C. F. Femenino - Palmarés del Real Madrid C. F. - Real Madrid C. F. Femenino en competición nacional - Real Madrid C. F. Femenino en competición internacional | - Secciones deportivas del Real Madrid C. F. - Historia del Real Madrid Club de Fútbol Femenino - Jugadoras del Real Madrid C. F. Femenino - Entrenadores del Real Madrid C. F. (masc. y fem.) - Presidentes del Real Madrid C. F. - Historia del uniforme del Real Madrid C. F. - Fundación Real Madrid | - Instalaciones del Real Madrid C. F. - Ciudad Deportiva de Valdebebas - Estadio Santiago Bernabéu - Estadio Alfredo Di Stéfano |

### Filmografía
- Miniserie (2020), "Un sueño Real" - HBO España